# أبلق متوج
أبلق متوج (الاسم العلمي: Oenanthe pileata) (بالإنجليزية: Capped Wheatear)‏ هي نوع من الطيور يتبع جنس الأبلق من الفصيلة صائدات الذباب.